# إينا كانابارو لوكاس
إينا كانابارو لوكاس (ولدت في 8 يونيو 1908) هي راهبة برازيلية وأكبر معمرة في العالم منذ وفاة توميكو إيتوكا في 29 ديسمبر 2024، وكذلك أكبر راهبة على قيد الحياة في العالم منذ وفاة لوسيل راندون في 17 يناير 2023.

## سيرتها
ولدت كانابارو في 8 يونيو 1908 في ساو فرانسيسكو دي أسيس، ريو غراندي دو سول، البرازيل إلى جواو أنطونيو لوكاس وماريانا كانابارو. عندما كانت طفلة، كانت نحيفة للغاية، ولم يعتقد الكثيرون في مجتمعها أنها ستبقى على قيد الحياة حتى سن البلوغ. عملت كمعلمة رياض أطفال في مدرسة سانتا تيريزا دي جيسوس الثانوية، بعد أن قامت بتدريس جواو فيجويريدو، الرئيس الثلاثين للبرازيل. بالإضافة إلى ذلك، فهي حفيدة الجنرال ديفيد كانابارو، الذي قاتل في حرب راجاموفين. أرسل البابا فرنسيس رسالة تهنئة لها بمناسبة عيد ميلادها الـ110.
أصبحت أكبر شخص على قيد الحياة في البرازيل بعد وفاة أنطونيا دا سانتا كروز (1905-2022) في 23 يناير 2022. في مايو 2023، احتفلت الأبرشية المحلية بعيد ميلادها الـ115. هي أكبر شخص حي في العالم، وكذلك آخر شخص حي ولد في عام 1908، بعد وفاة توميكو إيتوكا في 29 ديسمبر 2024. إنها ثاني أكبر راهبة في التاريخ، بعد لوسيل راندون، وأكبر شخص حي تم التحقق من صحته في العالم.